# サアド・アッ＝シーブ
サアド・アブドゥッラー・アッ＝シーブ（阿: سعد عبدالله الشيب, 英: Saad Abdullah Al-Sheeb、1990年2月19日 - ）は、カタール・ドーハ出身のサッカー選手。カタール・スターズリーグ・アル・サッド所属。カタール代表。ポジションはゴールキーパー。
サード・アル・シーブと表記されることもある。

## 経歴
アル・サッドの下部組織出身プレーヤー。2008年にトップ昇格した。
2009年からカタール代表に選出されている。
AFCアジアカップ2019では、7試合を1失点に抑え、ベストゴールキーパー賞を受賞している。

## 代表歴

### 出場大会
- カタール代表
  - 2022 FIFAワールドカップ

### 試合数
- 国際Aマッチ 86試合 0得点（2009年-）[1]

| カタール代表 | 国際Aマッチ | 国際Aマッチ |
| 年           | 出場        | 得点        |
| ------------ | ----------- | ----------- |
| 2009         | 1           | 0           |
| 2010         | 4           | 0           |
| 2011         | 1           | 0           |
| 2012         | 0           | 0           |
| 2013         | 9           | 0           |
| 2014         | 6           | 0           |
| 2015         | 1           | 0           |
| 2016         | 6           | 0           |
| 2017         | 14          | 0           |
| 2018         | 4           | 0           |
| 2019         | 20          | 0           |
| 2020         | 1           | 0           |
| 2021         | 12          | 0           |
| 2022         | 5           | 0           |
| 2023         | 2           | 0           |
| 2024         |             |             |
| 通算         | 86          | 0           |

## タイトル

### クラブ
アル・サッド
- カタール・スターズリーグ: 2012-13, 2018-19, 2020-21, 2021-22
- アミールカップ: 2014, 2015, 2017, 2020, 2021
- カタール・カップ: 2008, 2017, 2020, 2021
- シェイク・ジャシムカップ: 2014, 2017, 2019
- カタール・スターズカップ: 2010, 2019-20
- AFCチャンピオンズリーグ: 2011

### 代表
カタール
- AFCアジアカップ: 2019
- ガルフカップ: 2014
- 西アジアサッカー選手権: 2013